# Arrêtoir de culasse

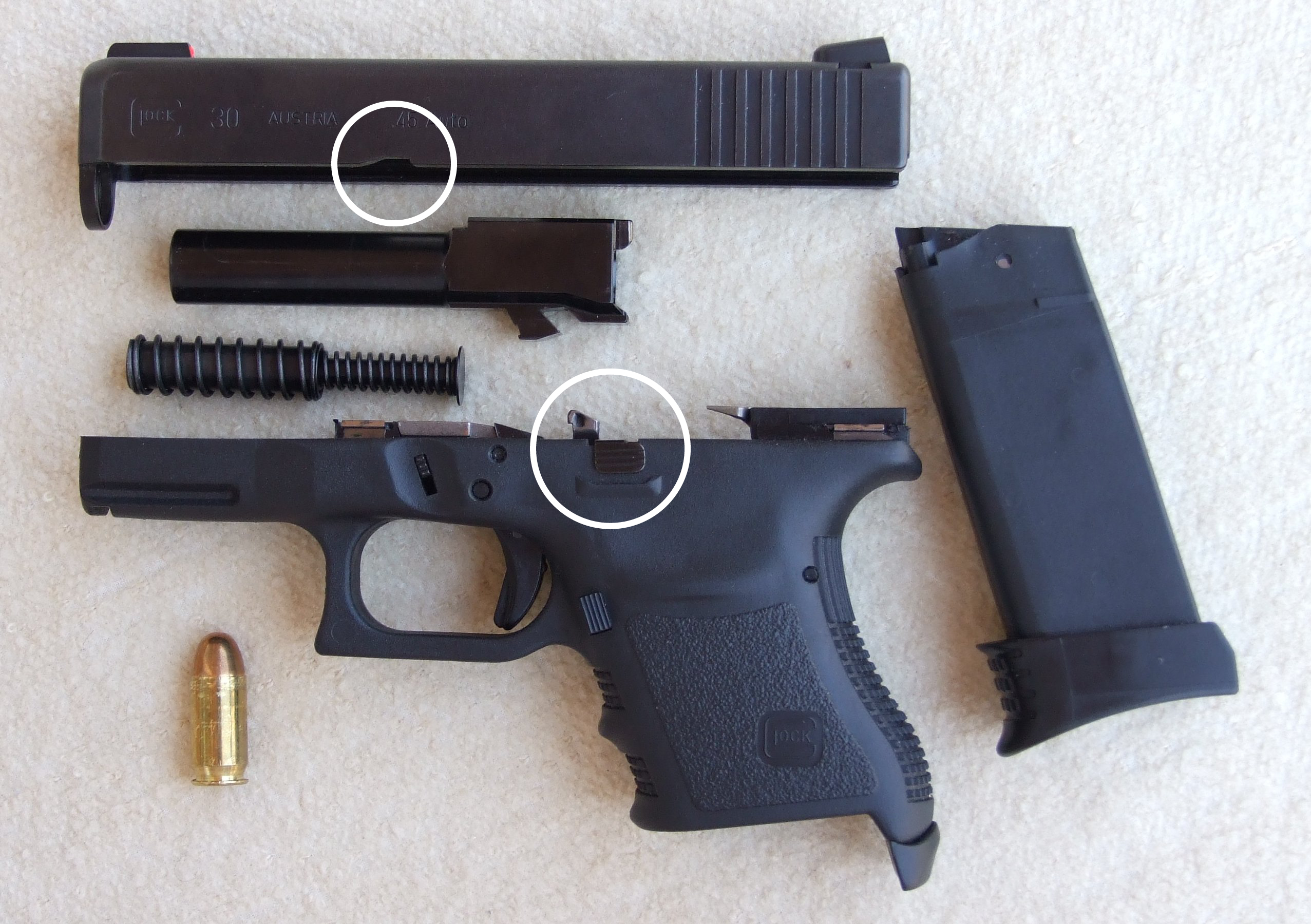
Arrêtoir de culasse et encoche dans la culasse ou l'arrêtoir vient s'insérer

 (mars 2018).
Si vous disposez d'ouvrages ou d'articles de référence ou si vous connaissez des sites web de qualité traitant du thème abordé ici, merci de compléter l'article en donnant les références utiles à sa vérifiabilité et en les liant à la section « Notes et références ».
L'arrêtoir de culasse est une pièce de l'arme à feu, actionnée par une protubérance de la planche du chargeur poussée par le ressort de celui-ci et qui vient bloquer la culasse en position ouverte lorsque le magasin est vide. Il indique visuellement si une arme de poing, comme la plupart des fusils d'assaut, a utilisé toutes les munitions présentes dans son chargeur et facilite le "rechambrage" de la première balle du chargeur suivant.